# 뱀파이어 (1995년 영화)
《뱀파이어》(영어: Embrace of the Vampire)는 미국에서 제작된 안 구르소 감독의 1995년 비디오 에로 공포 영화이다. 얼리사 밀라노, 마틴 켐프 등이 출연하였고, 앨런 므루브카 등이 제작에 참여하였다.
출시명은 알리사 미라노의 뱀파이어이다.

## 출연진
- 얼리사 밀라노
- 마틴 켐프
- 해럴드 프루잇
- 조던 래드
- 레이철 트루
- 샬럿 루이스
- 제니퍼 틸리
- 리베카 퍼라티

## 기타 제작진
- 라인 제작: 토드 킹
- 협력 제작: 릭 파일론
- 배역: 샤나 랜즈버그
- 세트: 폰테인 보샴프 헤브